# リッチー・ホゥティン
リッチー・ホゥティン（Richie Hawtin、1970年6月4日 - ）はイギリス、オックスフォードシャー出身のテクノミュージシャン、DJである。デトロイト・テクノやアシッドハウス、ミニマルテクノ、クリックの旗手として知られている。

## 概要
デトロイト対岸のオンタリオ州で育ち、デトロイトのテクノシーンに早い段階から関わっていった。そのためデトロイトテクノの文脈で語られる事も多いが、自身はデトロイトテクノと呼べるトラックを発表してはいない。シカゴ発祥のアシッドハウスが発するTB-303の音にも強い衝撃を受けた事を語っており、アシッドをさらに追求した進化系のスタイルを確立した。ハードフロアらと並び、1990年代初頭のアシッドハウスリヴァイバルの代表的なアーティストとして数々の作品をリリース。いずれもシーンの方向性に大きな影響を与えるほどの高い評価を呼んだ。その他、「Concept 1」シリーズでの実験的なトラックは、現在主流のクリック・ミニマルの源流ともなっている。現在はそのミニマルシーンの旗手として絶大な支持と影響力を持つ。
様々な名義で音楽活動をしており、その名義によって作成するテクノのジャンルが異なるのが特徴。特に、TB-303を多用した実験的なプロジェクトPlastikman名義での活動が有名である。またF.U.S.E.名義では1990年代初期のインテリジェント・テクノのアーティストとして、イギリスにあるワープ・レコーズの"Artificial Intelligence"シリーズにも曲を提供していた。自身のレーベルとして、Plus 8、M_nusなどがある。近年発表するMix CD"DE9"シリーズではレコードを繋いでいく形式に執着せず、エフェクターを多用したり、個々のトラックを分解、再構築するなど、その手法においても第一線を歩んでいる。

## 経歴
1970年6月4日、イギリス、オックスフォードシャーのバンベリーに、ピンクフロイドやクラフトワーク、タンジェリン・ドリームを愛するロボット工学技師の父ミック・ホゥティンと、母ブレンダ・ホゥティンの長男として生まれる。
9歳の頃、父親のゼネラルモーターズでの新しい仕事の関係で、ホゥティン一家は、カナダ、オンタリオ州のウィンザーへと移住することとなる。カナダ＝大自然というイメージを持っていたリッチー・ホゥティンは、大自然とはほど遠い大工業地帯に驚愕したという。また学校では弟のマシュー・ホゥティンとともに、遠くイギリスから来た不思議な発音の英語を話す人物として特異の目で見られていた。そういった疎外感から、家で家族と過ごす時間が増えていくこととなる。家では父がありとあらゆる機械を分解し構造を詳しく調べているのをよく目にし、そういう父の影響により、幼少のリッチー・ホゥティンは機械への興味と理解を高めていった。
10代後半に差し掛かると、特異な目で見られることの多かったリッチーを理解する人々も次第に増えていき、そうした人々とともに対岸にあるデトロイトへと頻繁に出入りをするようになる。ウィンザーの人々にとって、デトロイトは荒廃した都市というイメージしかなく、毎週末をデトロイトで過ごすリッチー・ホゥティンたちを理解する人はほとんどいなかったという。毎週のように通っていたデトロイトには、既に新しいエレクトロニック・ダンス・ミュージックであるテクノが産声を上げており、当時のデトロイトのラジオ番組はその新しい音楽を中心に放送していた。特に弟のマシュー・ホゥティンが毎週聴いていたThe Wizard(ジェフ・ミルズ)のラジオ番組でミックスという手法を知ってから、エレクトロニック・ダンス・ミュージック、そしてDJへの関心はさらに高まったという。そして、ウィンザーの小さなバー、ハーパーでパーティーを始め、DJキャリアをスタートする。そのパーティーではDJを始める一つのきっかけであったジェフ・ミルズとの競演を果たし、目の前で繰り広げられる狂乱的なミックステクニックに多大な影響を受けたという。この頃デリック・メイとも大学の学内誌のインタビューという形で初めて出会っており、その時のリッチー・ホゥティンの印象をデリック・メイは、ハイテンションで非常にシャイではあったが、内に秘めるテクノに対する情熱は類い稀で、非常に印象的であったと語っている。
その後、デトロイトのクラブ、ザ・シェルターへ通うようになる。そこでレジデントをつとめていたスコット・ゴードンと出会い、ラジオ番組を持つスコット・ゴードンが、ラジオ局からザ・シェルターに到着するまでの前座として、デトロイトでのレジデントDJを始める。それと同時期に、デリック・メイ、ホアン・アトキンス、ケビン・サンダーソンの主催するアフター・パーティー、ザ・ミュージック・インスティチューションへ通い、DJだけでなく音楽を作ることを意識し始める。そうした中、カール・コワルスキーの紹介により、ウィンザーの実家の地下にレコーディング・スタジオを持ち、レコーディングや音楽販売に伴うビジネスなど、様々な知識を持つジョン・アクアヴィヴァと出会う。そして、本格的にレコーディング活動を始める。
ジョン・アクアヴィヴァとレコーディング活動を続け、20歳となったリッチー・ホゥティンは2人で作った音源をデトロイトの様々なミュージック・レーベルへと送る。しかし、誰一人として彼らの音楽に耳を傾ける者はいなかった。当時のデトロイトの一部の人間による排他的な考え方が2人を受け入れなかった原因であったのではないかと、アンダーグラウンド・レジスタンスのマイク・バンクスが後に語っている。そういった反応を見た彼らは自らのレーベル、Plus-8を立ち上げる。Plus-8という名前はTechnics SL-1200のピッチコントロール量に由来する。そして、2人のユニットであるStates Of Mindの初のレコード「Elements Of Tone」をリリースし、２人にダニエル・ベルを加えたユニット、Cybersonikでの「Technarchy」などのトラックがヨーロッパで支持を得て、イギリス、ドイツ、オランダへ初めて招集される。
その後、F.U.S.E.やCircuit Breakerなどのソロ名義の活動が本格化していき、Plastikman名義初のレコード「Sheet One」をリリースする。Plastikmanは、警察の介入によりパーティーが中止になってしまい大きな無力感に襲われていた時の様をネーミングコンセプトとした。そして、LSDを摂取しトリップした状態であったため、パーティー中止後、なおも踊り続ける友人が人間とは思えない不思議な動きに見えたことを、具現化したものをシンボルマークとして始めたプロジェクトであった。Plastikmanの「Sheet One」は当初、Plus-8でのリリースであったが、リッチー・ホゥティンのイギリスでのDJツアー中、ミルトン・キーンズにエディー・リチャーズと滞在していた時、ミュート・レコードのダニエル・ミラーから連絡があり、1993年にミュート・レコードのサブ・レーベル、NovaMuteからもリリースされた。それによりPlastikmanのプロジェクトは大きな成功を得ることとなった。そして、この成功がヨーロッパでのテクノを大きく発展させ、リッチー・ホゥティンのデトロイトでの活動の幅を広げるきっかけとなった。デトロイトでの活動も本格化していき、家族の強力なサポートを受けて様々なパーティーを主催した。時には母親がドアの前に立ち、ゲスト・リストの管理をしていたこともあったという。そういったデトロイトでの人気の裏で一部のデトロイトの人々のリッチー・ホゥティンに対する排他的な反応は激化していたと、当時のことをデリック・メイは語っている。
そんな人気絶頂の中、1995年4月19日、アメリカ合衆国オクラホマ州の州都オクラホマシティで、オクラホマシティ連邦政府ビル爆破事件が起こった。それにともない、それまで素通りであったカナダとアメリカ合衆国の国境であるウィンザーとデトロイトを結ぶ橋に、国境警備隊が配置された。リッチー・ホゥティンはPlastikmanでのツアーのため、ニューヨークに弟のマシュー・ホゥティンと車で向かっていたが、その橋で足止めを喰らうこととなる。当初、リッチー・ホゥティンらは友人の家に行って遊んで回るだけだと、アメリカでの滞在理由を説明したが、車に積んでいる機材や、車内捜索の結果でてきたニューヨークでのパーティーへの招集の手紙が見つかり、アメリカへの入国を無期限で禁止される結果となる。それにより不本意ながらデトロイトから去らなければいけなくなってしまう。なお、その後、弁護士の助けなどもあり、リッチー・ホゥティンのアメリカ合衆国への入国禁止期限は18ヶ月間に短縮されている。
そのアメリカへの入国拒否期間、リッチー・ホゥティンはレコーディング・スタジオに籠り、よりミニマルな新しい音への追求を始め、Concept 1のプロジェクトを開始した。Concept 1では毎月、一枚のレコードをリリースすることを12ヶ月間続けて完結する「96:01 - 96:12」といった実験的なプロジェクトを1996年に行ったが、Plastikmanのような大きな成功を得ることはなかった。しかし、リッチー・ホゥティンのその後の活動に繋がるアイデアをそのプロジェクトで得て、ミニマルな音へと向かう大きなきっかけとなった。そうした実験的なプロジェクトを終えた1997年、リッチー・ホゥティンは、弟のマシュー・ホゥティンの影響もあり、アート作品に触れる機会多く作っていく。様々なアート作品を見ていく中で、その作品で得たインスピレーションをいかに自分のミニマルな音に表現するかといったことを考えるようになった。アーティストの中でも特にマーク・ロスコを敬愛し多大な影響を受けた。しかし、リッチー・ホゥティンのそういったアートに低頭し、ビジネスを度外視する姿勢により、ジョン・アクアヴィヴァとはたびたび衝突し、それぞれ別の道を歩むことを決断することとなった。
ジョン・アクアヴィヴァとの決別後、リッチー・ホゥティンは自身のレーベルM_nusを1999年に立ち上げた。M_nusはリッチー・ホゥティン個人の目指すよりクリエイティブで構築的、無機質でシンプルな音をコンセプトにしたレーベルとしてスタートした。
2002年、それまで活動の拠点としていたウィンザーやデトロイトを心境の変化から去ることを決意した。それまで８年間連れ添った恋人との関係の修復を一番の理由として、ニューヨークへ拠点を移す。
ニューヨーク時代前後、オランダのN2ITを中心にスタントンやネイティブ・インストゥルメンツが関わった、手によるDJプレーに近いデジタルミックスを実現したソフト、ファイナル・スクラッチの開発援助と宣伝活動をジョン・アクアヴィヴァと行った。2005年にネイティブ・インストゥルメンツとスタントンのファイナル・スクラッチに関する提携契約が終了し、リッチー・ホゥティンもファイナル・スクラッチの使用を行わなくなったが、新たに発表されたファイナル・スクラッチの技術をベースとしたネイティブ・インストゥルメンツのトラクターをその後も使用している。
ニューヨークに拠点を移したものの、恋人との関係は終焉を迎え、ニューヨークでの活動期間はリッチー・ホゥティンの心に大きな影を残す結果となる。しかし、それとともにリッチー・ホゥティンにとって大きな変化の時となり、それまでスキンヘッドに四角フチの眼鏡というスタイルがトレードマークとして定着していたリッチー・ホゥティンは、髪を伸ばし同一人物とは思えないほどに容姿を変化させた。新しいイメージが定着しだした2003年頃、リッチー・ホゥティンはニューヨークを去ることにする。その後しばらくカナダにおり、そこで「Plastikman: Closer」を制作した。だが、カナダに滞在する前に既にベルリンへの移住を決意しており、「Plastikman: Closer」の制作が終わり次第、すぐにベルリンへと拠点を移した。
2006年2月10日から開催されたトリノオリンピック冬季競技大会開会式において、イタリアの振り付け師、エンゾ・コシミとのコラボレーションとして楽曲「9:20」を提供した。 ただし完全な新規作曲のトラックではなく、過去のF.U.S.E.名義の作品「Substance Abuse」のリエディットバージョンであった。
2008年にM_nusの10周年を記念したプロジェクト、CONTAKTで他のM_nus所属のアーティストたちと映像作家、Ali. M. Demirelとともに世界10都市を周りパフォーマンスを行った。日本では2008年12月20日に幕張メッセで開催されたWomb Adventure '08にて来日し、世界ツアー最後のパフォーマンスを行った。このプロジェクトの模様を追ったドキュメンタリー「MAKING CONTAKT - THE DOCUMENTARY - 」が2010年2月26日にイギリスのレコード・レーベル、ラフ・トレード・レコードより発売された。
ベルリン移住に際して、リッチー・ホゥティンはよりリラックスした環境で活動をできるようになったと語っている。そして、20年近くに及ぶテクノシーンの第一線での活動を、もっと喜び、楽しむべきだということで、よりオープンな人間である事を心がけるようになった。 しかし、そうしたオープンな性格が問題の種になることも多い。2009年10月10日、ベルリンのクラブ、ベルグハインでのダブファイアのDJパフォーマンスを見物に来ていたリッチー・ホゥティンらが、何らかのトラブルをクラブ内で起こし追い出されるという事件が起こった。そのことに端を発して自身のFacebook上で、ベルグハインの厳しい入場制限に批判めいた発言を公の場でしたことから、かねてから噂されていたベルグハインとの不仲が決定的になったとして物議を醸した。
2005年のMutek Festivalにおいてのライブ・パフォーマンス活動を最後に休止していたPlastikman名義の活動を2010年に本格的に再開。
2011年3月11日に起こった東日本大震災からの復興を支援するイベント「Minus Hearts Japan」を、2011年5月4日に渋谷WOMBにて開催。東北で被災した酒造元を支援する「KANPA + i」というプロジェクトを行い、イベント来場者に東北の酒を提供した。2014年には日本酒の啓蒙活動に貢献したとして「酒サムライ」叙任者のひとりに選ばれた。

## エピソード
- カナダ時代は消防署であった古い建物を改装しプライベートスタジオとして使用していた。
- 食事は特に日本食を愛し、健康の秘訣は和食にありと語る。なかでも日本酒に関しては造詣が深い。ベルリンにおいて日本酒のバーをオープンする計画があり、来日時はたびたび酒蔵を訪問している。[10][11]
- ベルリンのクラブ、クラブ・デ・ヴィジョネアで出会ったイソルデ・リッチリーとのコラボレーションで、2008年より敬愛する日本文化をテーマとしたミニマルなデザインのアパレルブランド、「Richly.Hawtin」(リッチリー・ホウティン)を開始。2009年5月14日にはベルリンのミッテ地区のセレクトショップ、アパートメントでブランド限定Tシャツ100枚のお披露目が行われた。[12]

## アーティスト名義
ホゥティンが音楽活動に用いた名義
- Plastikman
- F.U.S.E.
- Concept 1
- Circuit Breaker
- The Hard Brothers
- Hard Trax
- Jack Master
- UP!

他アーティストとのユニット
- 0733 (Casey Tucker)
- Cybersonik (Daniel Bell, John Acquaviva)
- Final Exposure (Joey Beltram, Mundo Muzique)
- States Of Mind (John Acquaviva)
- From Within (Pete Namlook)

## ディスコグラフィー
ディスコグラフィーの一部を記載
- F.U.S.E.: Dimension Intrusion、1993年
- Plastikman: Sheet One、1993年
- Plastikman: Recycled Plastik、1994年
- Plastikman: Musik、1994年
- Richie Hawtin: Concept 1 96 VR、1998年
- Richie Hawtin: Concept 1 96 CD、1998年
- Plastikman: Consumed、1998年
- Plastikman: Artifakts [bc]、1998年
- Richie Hawtin: Decks, EFX & 909、1999年
- Richie Hawtin: DE9: Closer to the Edit、2001年
- Plastikman: Closer、2003年
- Richie Hawtin: | DE9 | Transitions、2005年

## 関連人物
- リカルド・ヴィラロボス